# Удмуртский Тыловай
Удмуртский Тыловай (удм. Тыловай) — деревня в Увинском районе Удмуртии, входит в состав Чеканского сельского поселения.

## География
Деревня находится на расстоянии 36 км к северо-востоку от посёлка Ува, административного центра района, и 43 км к северо-западу от города Ижевск, столицы республики.

### Часовой пояс
Деревня Удмуртский Тыловай, как и вся Удмуртия, находится в часовой зоне МСК+1. Смещение применяемого времени относительно UTC составляет +4:00.

## Население
| 2010 | 2012 |
| ---- | ---- |
| 0    | ↗1   |

## Улицы
В деревне имеется одна улица — Тыловайская.